# Kantonsschule Kreuzlingen
Die Kantonsschule Kreuzlingen ist ein Schweizer Gymnasium in der Thurgauer Stadt Kreuzlingen.
Rund 300 Schüler besuchen die Schule und werden von etwa 50 Lehrern unterrichtet. Zusätzlich zu den regulären Klassen gibt es an der Kantonsschule Kreuzlingen seit 2004 pro Jahrgang eine Klasse, die ihre Maturität zweisprachig auf Englisch und Deutsch abschliesst, die sogenannte Englisch-Klasse oder Immersionsklasse . Im Herbstsemester 2014 wurde eine MINT-Klasse eingeführt, in der die Schüler einen vertieften Unterricht in Mathematik, Informatik, Naturwissenschaft und Technik erfahren. Die Schüler der MINT-Klasse erwerben die gleiche Matura wie die der anderen Klassen. Alle Schüler werden in Grundlagenfächern (z. B. Sprachen, Mathematik) unterrichtet. Durch die Auswahl von Schwerpunktfächern (wie Sprachen, Mathematik, Naturwissenschaften), Ergänzungsfächern (z. B. Geisteswissenschaften) sowie Freikursen (Chor, Instrumentalunterricht, Big Band, Theater, Sport, English Advanced, Latein, Spanisch, Italienisch, Russisch etc.) legen die Schüler ihre Fächerkombination weitgehend selbst fest.

## Geschichte
Der Journalist Willi Rüedi veröffentlichte 1952 und 1956 im Thurgauer Volksfreund Artikel, die sich mit der gymnasialen Bildung im Kanton Thurgau beschäftigten. Konkret wurde das Fehlen einer Kantonsschule im Seetal bemängelt. Eine neue Schule in Kreuzlingen würde Abhilfe schaffen. Der Artikel von 1956 zog zahlreiche zustimmende Leserbriefe nach sich. So wurde 1956 das Aktionskomitee für die Schaffung vermehrter Bildungsmöglichkeiten im thurgauischen Seetal gegründet. Aus diesem wiederum gingen die bis heute bestehenden Gruppierungen Vereinigung für die Mittelschule im thurgauischen Seetal (1959; heute Verein der Freunde der Kantonsschule Kreuzlingen) und Stiftung für die Errichtung einer Mittelschule Seetal in Kreuzlingen (1961) hervor.
Das damalige Lehrerseminar Kreuzlingen (heute Pädagogische Maturitätsschule Kreuzlingen) lehnte es ab, eine Maturitätsklasse zu führen. So forderte 1961 Albert Schläpfer in einer Motion eine neue Kantonsschule in Kreuzlingen. Die Vereinigung setzte bewusst auf einen Weinfelder Motionär, um einem Streit der Regionen aus dem Weg zu gehen. Der Versuch misslang: Ausser Kreuzlingen bewarb sich auch Romanshorn um den Standort. Damit begann ein bis 1969 dauernder heftiger Streit zwischen den Komitees von Kreuzlingen und Romanshorn. Der Regierungsrat bestellte ein Gutachten beim Institut für Soziologie der Universität Bern zum Bau einer zweiten Kantonsschule im Kanton Thurgau. Aus Bern wurde der Standort Romanshorn favorisiert, da dort die potentielle Schülerzahl höher veranschlagt wurde. Die Kreuzlinger bestellten ein Gegengutachten bei der Firma Prognos und wiesen darauf hin, dass Romanshorn die bildungsmässige Benachteiligung des Seetals nicht lösen könne.
Der Regierungsrat erteilte im August 1965 Romanshorn den alleinigen Zuschlag als Standort der neuen Kantonsschule. Es wies nach den kantonalen Berechnungen ein grösseres Einzugsgebiet auf, obwohl die Unterseeregion so weiterhin leer ausging. Die Kreuzlinger Vereinigung startete daraufhin eine massive Kampagne, auch mit Unterstützung des Thurgauer Volksfreund, der Gratisausgaben mit regierungskritischen Artikel an alle Grossräte verschickte. Als Schuldige am Entscheid wurden der Regierungsrat und die ihn beratende Expertenkommission ausgemacht. Im Regierungsrat wurde Departementschef Rudolf Schümperli als Romanshorner besonders hart angegangen. In der sechsköpfigen Expertenkommission wiederum sassen mit Ulrich Bühler und Willi Schohaus zwei Vertreter der Kreuzlinger Lehrerseminars. Dass auch diese für Romanshorn als Standort stimmten, vergiftete die Stimmung zwischen Vereinigung und Seminar auf längere Zeit. Die Kreuzlinger Kampagne blieb nicht folgenlos. Der Grosse Rat verlangte im November 1965 von der Regierung einen Ergänzungsbericht. Ab 1966 propagierte auch die Vereinigung den seit 1965 in der Öffentlichkeit kursierenden Vorschlag zum Bau von zwei kleineren Kantonschulen in Romanshorn und Kreuzlingen. Der Ergänzungsbericht des Grossen Rates (1966) enttäuschte die Kreuzlinger allerdings, es gab keine wesentlichen Anpassungen. Gleiches galt für den zweiten Ergänzungsbericht von 1967. Da der finale Entschluss der grossrätlichen Kommission auch nach den zwei Ergänzungsberichten noch ausstand, setzte die Vereinigung nun ihr grösstes Druckmittel ein: Sie kündigte am 25. Januar 1968 an, im Notfall eine private Mittelschule zu gründen, auch ohne den Segen der Regierung. Schon seit 1960 war klar, dass die Stadt Kreuzlingen die Schule bei der Standortsuche unterstützen würde und sei 1965 stand ein ehemaliges Sekundarschulhaus an der Pestalozzistrasse als provisorischer Standort fest. Zahlreiche Firmen der Region machten schon seit 1959 grosse Spenden zur Anschubfinanzierung und waren bereit, die laufenden Betriebskosten mit einem «Mittelschulrappen» zu decken (pro Arbeitsstunde jedes Angestellten sollte ein Rappen gespendet werden). Auch die Bevölkerung der Region und die Unterseegemeinden spendeten.

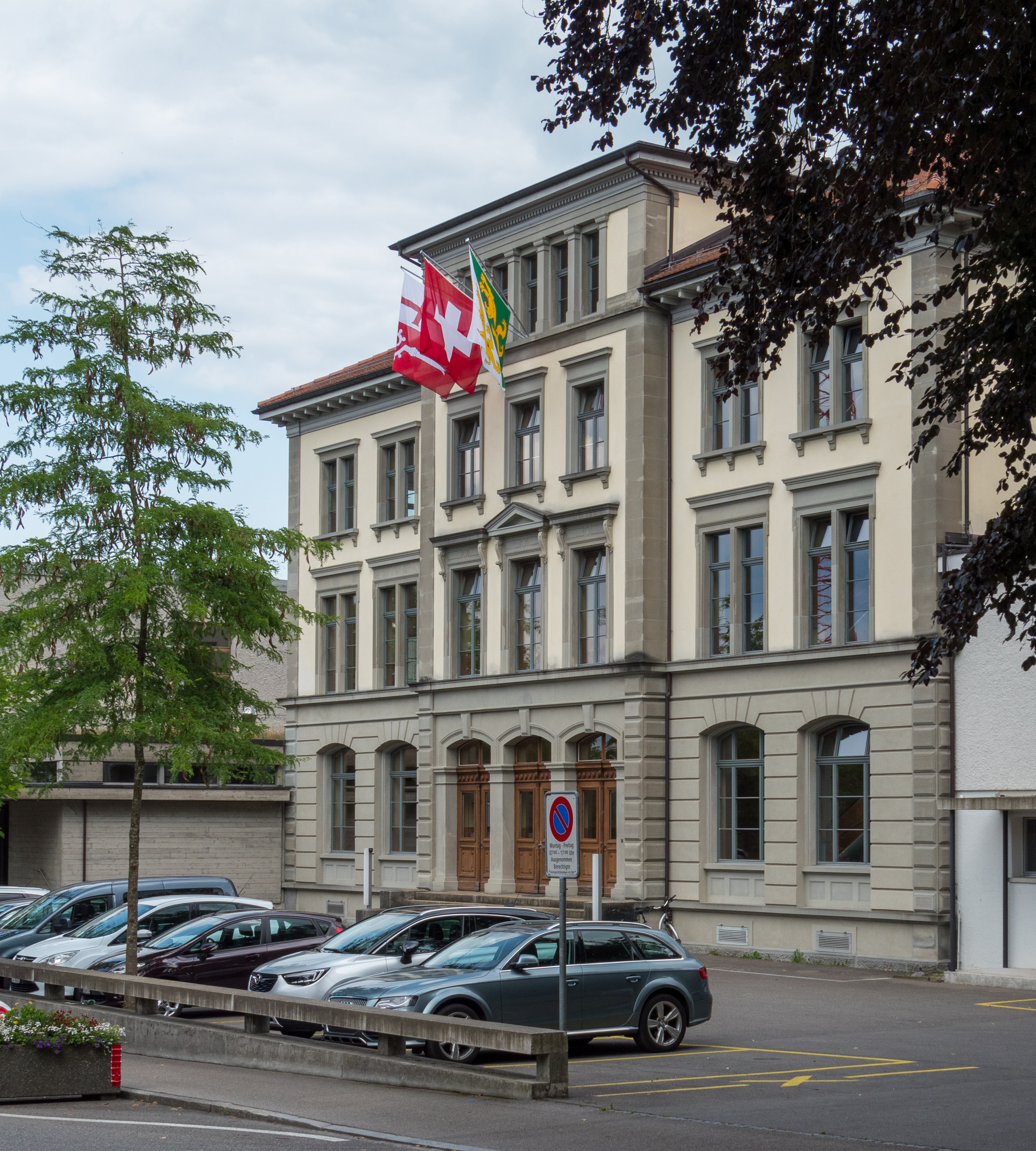
Altbau Kantonsschule Kreuzlingen

Am 1. Februar 1968 empfahl die grossrätliche Kommission dem Parlament trotz der obigen Bemühungen, nur eine Kantonsschule in Romanshorn zu bauen und das Volk darüber abstimmen zu lassen. Kreuzlingen solle als Standort einer weiteren Schule in 20 bis 30 Jahren vorgemerkt werden. Auf das Gesamtparlament hatte das Lobbying der Vereinigung allerdings die erhoffte Wirkung. In den Beratungen des Grossen Rats zum neuen Kantonsschulgesetz kam es zum Umschwung: Es sollten jetzt zwei Schulen in Romanshorn und Kreuzlingen mit einer gemeinsamen Schulleitung gebaut werden. Dem Projekt stand nur noch die Volksabstimmung im Weg. Diese wurde am 29. September 1968 klar angenommen. Die Kantonsschule Kreuzlingen wurde am 21. April 1969 gemeinsam mit der Kantonsschule Romanshorn als Kantonsschulen am See eröffnet. Seit 1985 werden die beiden Kantonsschulen administrativ separat geführt.

## Infrastruktur

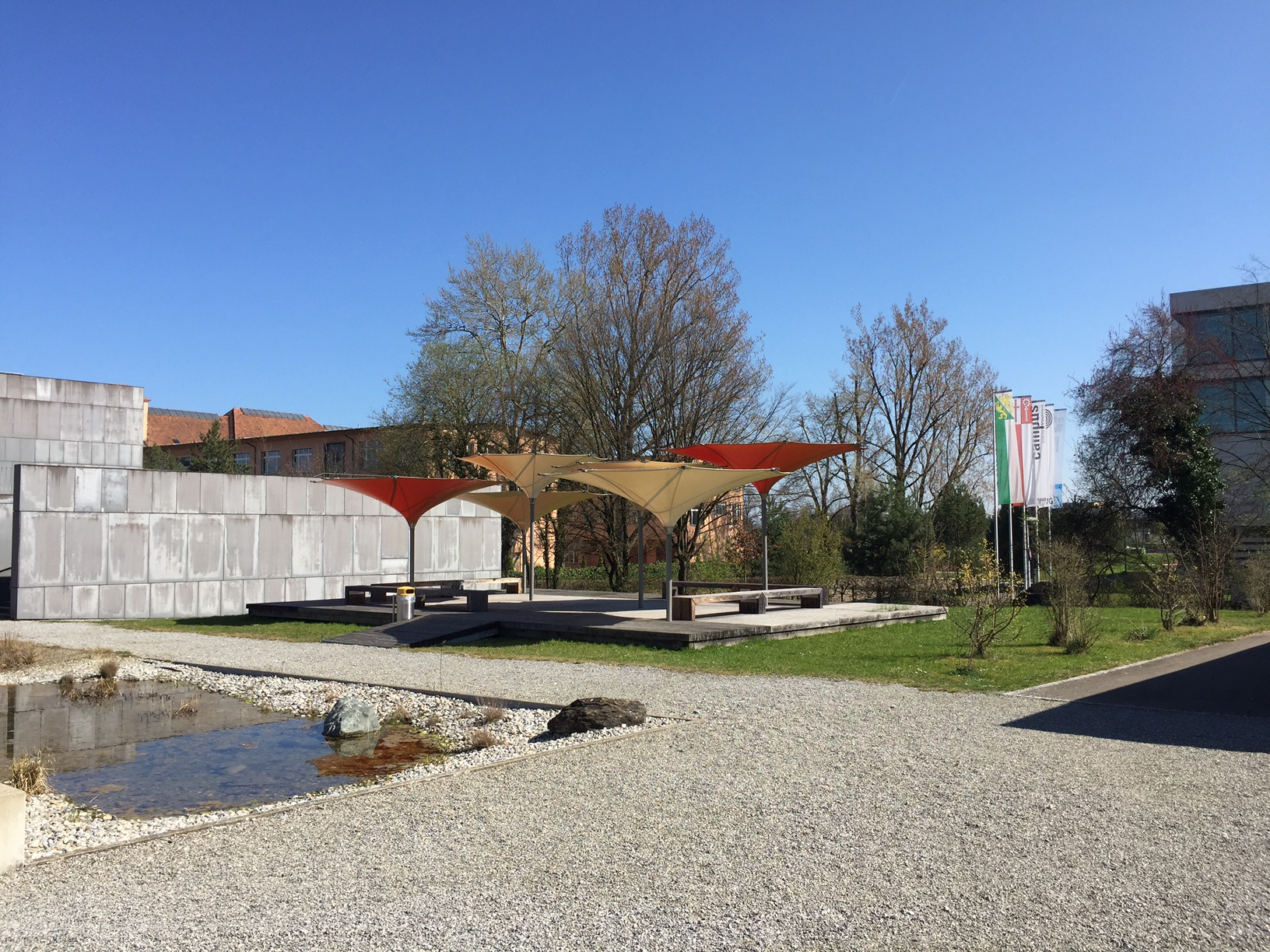
Aussenschulzimmer Kantonsschule Kreuzlingen

Die Kantonsschule befindet sich in nächster Nachbarschaft zur Pädagogischen Maturitätsschule Kreuzlingen und zur Pädagogischen Hochschule Thurgau und bildet mit diesen den „Campus Bildung Kreuzlingen“. Die Schule selbst weist eine umfassende Infrastruktur auf und ist auf drei Gebäude verteilt. Im Altbau (Gebäude A), einem ehemaligen Schulhaus aus dem Jahr 1882, befinden sich die üblichen Klassenräume sowie ein Atelier für bildnerisches Gestalten. Im Jahre 2001/2002 wurde eine umfassende Renovation dieses Gebäudes durchgeführt. Das zweite Haus (Gebäude B), ein Multifunktionsgebäude, wurde im Jahre 1972 erstellt. Die Kosten dafür trugen die Schulgemeinde Kreuzlingen, die Stiftung für die Errichtung einer Mittelschule in Kreuzlingen sowie der Verein der Freunde der Kantonsschule Kreuzlingen ohne Beteiligung des Kantons Thurgau. 1981 wurde das ursprünglich einstöckige Gebäude um ein zweites Stockwerk ergänzt, diesmal alleine von der Stiftung finanziert.
Im Gebäude B befinden sich heute Aufenthaltsräume für Lehrer und Schüler, Arbeitszimmer für Lehrkräfte, Schulleitung und -verwaltung, Cafeteria und eine Mensa. 2000/2001 wurde das Gebäude renoviert.
Das dritte Gebäude (Gebäude C) wurde im Jahre 2000 fertiggestellt. Es behob eine seit 1978 stetig zunehmende Raumnot, welche nur behelfsmässig mit allerlei Improvisationen und ab 1980 mit drei Räumen in provisorischen Baracken gemildert werden konnte. Das Gebäude C weist neben normalen Schulzimmern auch spezialisierte Laborräume und Musikzimmer auf. Ausserdem hat die Schule ein Aussenschulzimmer, das an warmen Tagen genutzt werden kann.

## MINT-Klasse
Die Kantonsschule ist die einzige Kantonsschule im Kanton Thurgau, die eine sogenannte MINT-Klasse mit Schwerpunkt Mathematik, Informatik, Naturwissenschaft und Technik anbietet. Diese Klasse existiert seit dem Jahre 2014. Dieser Klassenzug ist auch besonders für Schüler mit einem starken Interesse an Technik und Naturwissenschaften und Informatik geeignet. In der MINT-Klasse wird Informatik als Grundlagenfach in einer hohen Stundenzahl unterrichtet. Laborunterricht in Chemie und Physik findet unter anderem in den Laboratorien der Universität Konstanz statt, jeweils unter der Leitung einer Lehrperson der Kantonsschule.
Für das Engagement der Schule im MINT-Bereich erhielt sie von der Akademie der Naturwissenschaften Schweiz (Scnat) das Label «MINT-aktives Gymnasium» für die Jahre 2021–2026. Ausschlaggebend für die Verleihung war neben der MINT-Klasse die an der gesamten Schule verankerte MINT-Förderung. So finden regelmässig Sonderwochen mit naturwissenschaftlichen Schwerpunkten statt oder Schülerinnen und Schüler nehmen erfolgreich an Wissenschaftsolympiaden teil. Auch sind schon zahlreiche naturwissenschaftliche Maturaarbeiten prämiert worden, unter anderem von der Thurgauischen Naturforschenden Gesellschaft.

## Bekannte ehemalige Schüler
- Christian Lohr (* 1962), Nationalrat
- Dominik Diezi (* 1973), Regierungsrat
- Kariem Hussein (* 1989), Hürdenläufer
- Paula Dalla Corte (* 2001), Popsängerin